# Пјани Пођо Фидони (Ријети)
Пјани Пођо Фидони је насеље у Италији у округу Ријети, региону Лацио.
Према процени из 2011. у насељу је живело 946 становника. Насеље се налази на надморској висини од 395 м.